# Сьвеце (Нижньосілезьке воєводство)
Сьвеце (пол. Świecie, нім. Schwerta, 1937–45 Schwertburg) — село в Польщі, у гміні Лешна Любанського повіту Нижньосілезького воєводства.
Населення — 589 осіб (2011).
У 1975-1998 роках село належало до Єленьоґурського воєводства.

## Демографія
Демографічна структура станом на 31 березня 2011 року:
|          | Загалом | Допрацездатний вік | Працездатний вік | Постпрацездатний вік |
| -------- | ------- | ------------------ | ---------------- | -------------------- |
| Чоловіки | 297     | 64                 | 214              | 19                   |
| Жінки    | 292     | 61                 | 180              | 51                   |
| Разом    | 589     | 125                | 394              | 70                   |